# NXT: The Great American Bash (2022)
L'édition The Great American Bash est une manifestation de catch (lutte professionnelle) produite par la World Wrestling Entertainment, une fédération de catch (lutte professionnelle) américaine, qui est diffusée et visible en streaming payant sur le WWE Network. Cet événement met en avant les Superstars de NXT, le club-école de la compagnie. L'événement a eu lieu le 5 juillet 2022 au WWE Performance Center à Orlando (Floride). Il s'agit du dixième événement de The Great American Bash.

## Contexte
Les spectacles de la World Wrestling Entertainment (WWE) sont constitués de matchs aux résultats prédéterminés par les scénaristes de la WWE. Ces rencontres sont justifiées par des storylines – une rivalité avec un catcheur, la plupart du temps – ou par des qualifications survenues dans les shows de la WWE telles que Raw, SmackDown et NXT. Tous les catcheurs possèdent une gimmick, c'est-à-dire qu'ils incarnent un personnage gentil (Face) ou méchant (Heel), qui évolue au fil des rencontres. Un événement comme The Great American Bash est donc un événement tournant pour les différentes storylines en cours,.

## Tableau des matchs
| Ordre par numéros                                                                         | Résultat                                                                              | Stipulation(s)                                            | Temps |
| ----------------------------------------------------------------------------------------- | ------------------------------------------------------------------------------------- | --------------------------------------------------------- | ----- |
| 1                                                                                         | Cora Jade et Roxanne Perez battent Toxic Attraction (Gigi Dolin et Jacy Jayne) (c)    | Tag Team match pour les NXT Women's Tag Team Championship |       |
| 2                                                                                         | Trick Williams (avec Carmelo Hayes) bat Wes Lee                                       | Match simple                                              |       |
| 3                                                                                         | Tiffany Stratton bat Wendy Choo                                                       | Match simple                                              |       |
| 4                                                                                         | Carmelo Hayes (c) bat Grayson Waller                                                  | Match simple pour le NXT North American Championship      |       |
| 5                                                                                         | The Creed Brothers (Brutus et Julius Creed) (c) battent Damon Kemp et Roderick Strong | Tag Team match pour les NXT Tag Team Championship         |       |
| 6                                                                                         | Bron Breakker (c) bat Cameron Grimes                                                  | Match simple pour le NXT Championship                     |       |
| La lettre C placée entre parenthèses désigne la personne ou l’équipe championne en titre. |                                                                                       |                                                           |       |